# Nicolas Framont
Nicolas Framont est un sociologue français, fondateur et rédacteur en chef de Frustration magazine.

## Biographie

### Origines et études
Nicolas Framont est originaire de Rochefort, en Charente-Maritime. Il étudie la sociologie à Bordeaux avant de partir à Paris. Il est alors doctorant au laboratoire de sociologie du GEMASS, ses recherches portant sur la stratification sociale et la construction des normes juridiques relatives à la ville, parallèlement à des charges d'enseignement à Sorbonne Universités. En froid avec son directeur de thèse, il interrompt sa thèse. Par le passé il a par ailleurs exercé l'activité de maraîcher.

### Carrière professionnelle et politique
Nicolas Framont a été enseignant à Sorbonne Universités. Il est rédacteur en chef du magazine Frustration,, qu'il a cofondé en 2013. Il a également rempli des missions d'expertise en santé et conditions de travail pour les Comités Sociaux et Économique. De 2020 à 2023, il est collaborateur agricole en Charente-Maritime, où il s'est installé avec son mari. Enfin, il a occupé un statut de conseiller aux affaires sociales pour le groupe parlementaire de la France insoumise de 2018 à 2020,

## Idées
Nicolas Framont applique dans sa revue Frustration une typologie de la société en trois classes sociales : la bourgeoisie (ceux qui possèdent), la classe laborieuse (ceux qui travaillent) et entre les deux la sous-bourgeoisie, concept qu'il a forgé désignant la classe intermédiaire que la bourgeoisie paye pour faire office de « courroie de transmission » vers la classe laborieuse, composée des cadres du public et du privé, des artistes, et d'idéologues, soit les exécutants ayant un niveau de vie élevé qui les rend fidèles au système dominant et qui le légitiment idéologiquement,,,.
Dans son livre Parasites, Nicolas Framont dénonce, entre autres, les tendances à l'œuvre dans le monde du travail au « stade parasitaire du capitalisme » : la bureaucratisation du travail, la féodalisation des relations de travail et la montée en absurdité de tous les métiers. De son point de vue les salariés sont fragilisés volontairement car « les personnes professionnelles,  méticuleuses, experts de leur domaine, sont suspectes pour les hiérarchies patronales. Leur maîtrise trop grande de l'outil de travail est un danger pour l'autorité des chefs ».

## Publications
- Les Français ont de bonnes raisons de ne pas voter, avec Thomas Amadieu, Éd. Le Bord de l'eau, 2015, 160 p.
- Les candidats du système[16]. Sociologie du conflit d'intérêts en politique, Éd. Le Bord de l'eau, 2017, 161 p.
- La guerre des mots[13], avec Selim Derkaoui, Éd. Passager Clandestin, 2020, 256 p.

- Parasites : Les classes bourgeoises sont des parasites qui se nourrissent de notre travail, de nos impôts, de notre vie politique,  de nos besoins et de nos rêves..., Les liens qui libèrent, février 2024 (ISBN 9791020924223), p. 288.
- Vous ne détestez pas le lundi ... Vous détestez la domination au travail, Les liens qui libèrent, octobre 2024, 292 p.